# Altes Rathaus (Deggendorf)

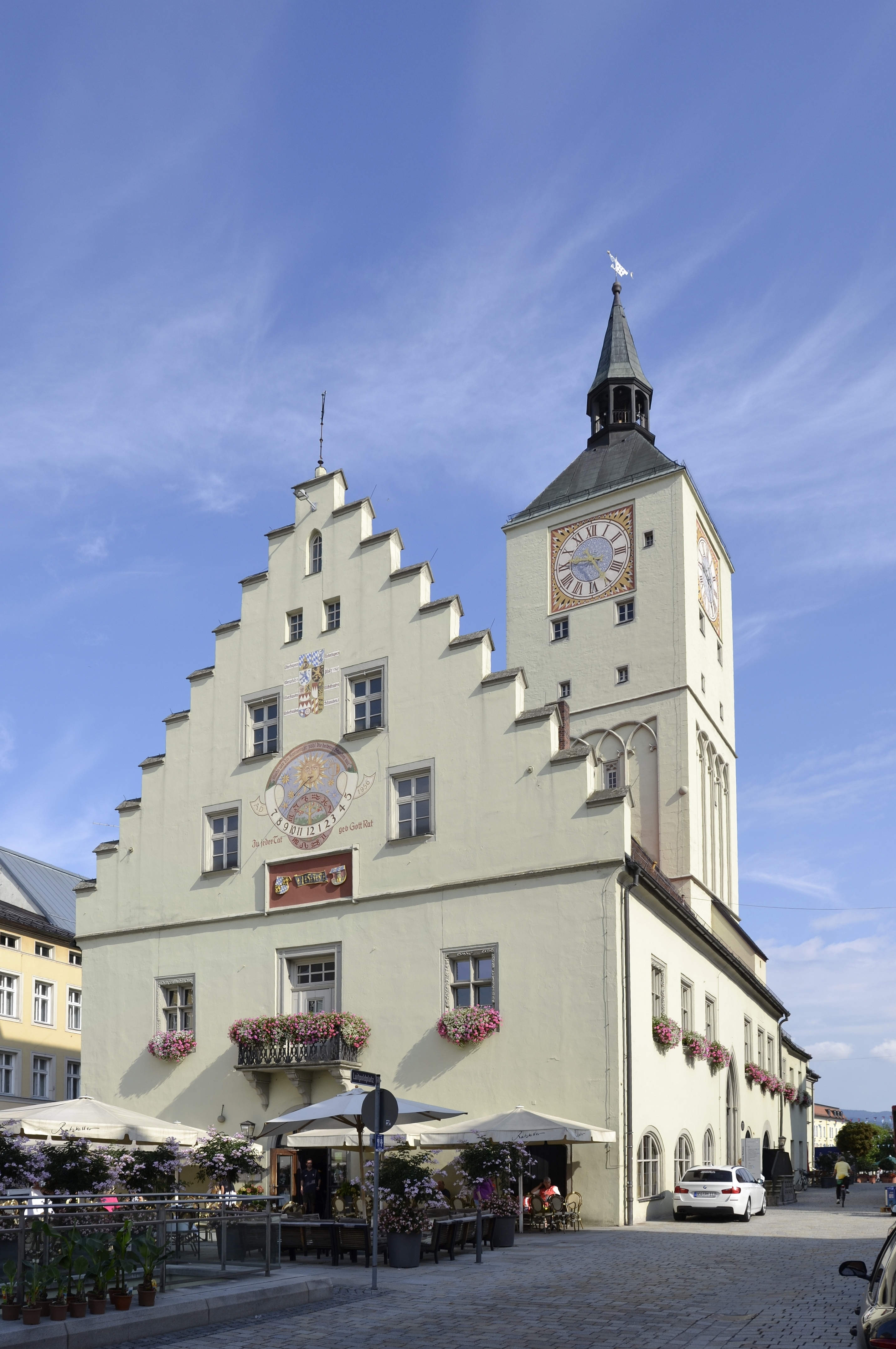
Altes Rathaus in Deggendorf

Das Alte Rathaus in Deggendorf, einer Stadt im niederbayerischen Landkreis Deggendorf, wurde im 15./16. Jahrhundert errichtet. Das Rathaus mit der Adresse Oberer Stadtplatz 1 ist ein geschütztes Baudenkmal. 
Der freistehende Baukomplex mit Satteldächern und Treppengiebeln wird von einem 54 Meter hohen Turm mit Pyramidendach und Dachreiter mit Glocke überragt. Der Turm wurde um 1450 errichtet, der südliche Haupttrakt ist mit der Jahreszahl 1535 bezeichnet. Der Nordgiebel war ein Teil der profanierten Martinskirche. 
Der Nordtrakt wurde 1888 umgebaut. Im Jahr 1907 erhielt der historische Festsaal im Südtrakt seine heutige Ausstattung.  